# Armisonski rajon
Der Rajon Armisonskoje (russisch Армизонский район) ist ein Rajon in der Oblast Tjumen in Russland.

## Geographie
Der Rajon liegt im Süden der Oblast Tjumen.

### Nachbarrajone
Der Rajon grenzt im Norden an den Rajon Omutinskoje, im Nordosten an den Rajon Golyschmanowo, und im Osten an den Rajon Berdjuschje in der Oblast Tjumen; im Süden an die Rajone Tschastooserje und Mokroussowo in der Oblast Kurgan; im Westen an den Rajon Uporowo und im Nordwesten an den Rajon Sawodoukowsk in der Oblast Tjumen. Verwaltungszentrum des Rajons ist das Dorf Armisonskoje.

## Administrative Gliederung
| Dorfsowjets 1. Armisonski Selsowjet 2. Iwanowski Selsowjet (Rajon Armisonskoje) 3. Juschno-Dubrowinski Selsowjet 4. Kalmakski Selsowjet 5. Kapralichinski Selsowjet 6. Krasnoorlowski Selsowjet (Oblast Tjumen) 7. Orlowski Selsowjet (Oblast Tjumen) 8. Prochorowski Selsowjet (Oblast Tjumen) 9. Rasdolski Selsowjet | Administratives Zentrum 1. Armisonskoje |